# Ermanno I di Meißen
Ermanno I di Meißen (980 – 1º novembre 1038) fu margravio di Meißen dal 1009 alla propria morte.

## Biografia
Era il figlio maggiore di Eccardo I di Meißen della stirpe degli Eccardingi e di Swaneilde, della dinastia dei Billunghi. 
Nel 1007, venne creato conte di Bautzen. Egli e suo fratello Eccardo II si scontrarono con lo zio Gunzelino, in una delle peggiori guerre civili dell'XI secolo. 
Quando Gunzelino venne deposto nell'agosto del 1009, Ermanno venne elevato margravio al suo posto. A differenza di Gunzelino, fu in buoni rapporti con l'imperatore Enrico II, anche se il fratello Eccardo veniva ritenuto troppo amichevole nei confronti dei polacchi. Nel 1029, venne creato conte dell'Hassegau.

## Matrimonio e figli
Ermanno (nel 1002 o 1003) sposò Regelinda, figlia del re Boleslao I di Polonia. I due non ebbero figli.